# El Retamar (Santiago del Teide)
El Retamar es una de las entidades de población que conforman el municipio de Santiago del Teide, en la isla de Tenerife —Canarias, España—.

## Toponimia
Su nombre alude al término toponímico retamar, que es un sitio poblado de retamas, debido a la presencia en la zona de la especie nativa Retama rhodorhizoides.

## Geografía
Se encuentra a tres kilómetros del casco urbano de Santiago del Teide, alcanzando una altitud de 800 m s. n. m.
El Retamar cuenta con una iglesia parroquial, un polideportivo, una plaza pública, un parque infantil y una gasolinera.

## Demografía
| Año        | 2000 | 2005 | 2010 | 2015 | 2020 |
| ---------- | ---- | ---- | ---- | ---- | ---- |
| Habitantes | 65   | 82   | 93   | 92   | 69   |

## Comunicaciones
Se llega al barrio a través de la carretera TF-82 que une Santiago del Teide con Tamaimo.

### Transporte público
En autobús ―guagua― queda conectado mediante la siguiente línea de TITSA: 
| Línea | Trayecto                                             | Recorrido     |
| ----- | ---------------------------------------------------- | ------------- |
| 325   | Puerto de la Cruz - Icod de los Vinos - Los Gigantes | Horario/Línea |
| 460   | Icod de los Vinos - Guía de Isora - Costa Adeje      | Horario/Línea |
| 461   | Arguayo - Acantilado de Los Gigantes                 | Horario/Línea |
| 462   | Guía de Isora - Valle Santiago - Los Gigantes        | Horario/Línea |

## Fiestas
Durante el primer fin de semana de junio se celebran las fiestas patronales en honor a la virgen del Rocío y san Lorenzo mártir.